# فشل تنفسي
الفشل التنفسي (ويعرف أيضا بالقصور التنفسي) حالة مرضية يكون فيها تبادل الغازات في الجهاز التنفسي غير كاف، ما يترتب عليهِ اضطراب المستوى الطبيعي لغاز الأكسجين وثاني أكسيد الكربون (أو كليهما)، ويُعرف انخفاض الأكسجين في الدم بنقص تأكسج الأكسجة، فيما يُعرف ارتفاع ثاني أكسيد الكربون بفرط ثنائي أكسيد الكربون في الدم، ويُصنف الفشل التنفسي على نوعين، بناءً على مستوى ثاني أكسيد الكربون، كما يُمكن أن يصنف على أنه حاد أو مزمن، ويتضمن الفشل التنفسي زيادة معدل التنفس، كما قد يسبب اضطراب في الحالة العقلية بسبب نقص التروية الدماغية. 
تتضمن القيم المرجعية الطبيعية للضغط الجزئي ما يلي: الأكسجين أكبر من 80 مم زئبق، وثاني أكسيد الكربون أقل من 45 مم زئبق.

## الأسباب
يتسبب في الفشل التنفسي عددا من الأسباب منها:
- الحالات التي يقلل فيها تدفق الهواء داخل الرئتين وخارجها، مثل انسداد مجرى الهواء بفعل الأجسام أو الكتل الغربية، أو انخفاض القدرة على التنفس بسبب الأدوية أو التغيرات في الصدر.
- الحالات التي يضعف فيها تدفق الدم إلى الرئتين، مثل قصور القلب الأيمن واحتشاء عضلة القلب.
- الحالات التي تَحد من قدرة أنسجة الرئة على تبادل الغازات (الأكسجين وثاني أكسيد الكربون) بين الدم والهواء داخل الرئتين، مثل عدوى الجهاز التنفسي السفلي والمرض الرئوي الخلالي ووذمة الرئة.

## التشخيص

### النوع الأول
يُعرَّف النوع الأول للفشل التنفسي على أنه انخفاض في مستوى الأكسجين في الدم مع اعتدال مستوى ثاني أكسيد الكربون (مستوى طبيعي أو منخفض ولكن ليس مرتفعا)، ويحدث هذا النوع عادة بسبب عدم تطابق نسبة التهوية/التروية؛ حيث يكون حجم الهواء المتدفق داخل وخارج الرئتين غير متطابق مع تدفق الدم إلى الرئتين.
ينتج النوع الأول من الحالات التي تؤثر على الأكسجين مثل:
- انخفاض الأكسجين الجوي (مثل المرتفعات العالية)
- عدم تطابق نسبة التهوية/التروية (حيث تتلقى أجزاء من الرئة التهوية بالأكسجين لكنها لا تتلقى تروية دموية كافية، مثل الانصمام الرئوي )
- نقص التهوية الحويصلية (بسبب انخفاض نشاط عضلات التنفس كما في الأمراض العصبية العضلية الحادة)؛ ويمكن لهذه الحالة تتسبب في فشل تنفسي من النوع الثاني (إذا كانت شديدة)
- مشكلة في الانتشار (حيث لا يمكن للأكسجين دخول الشعيرات الدموية بسبب بعض الأمراض مثل الالتهاب الرئوي أو متلازمة الضائقة التنفسية الحادة)
- التحويلة (حيث يمزج الدم المؤكسج بالدم غير المؤكسج كما في التحويلة القلبية من اليمين إلى اليسار)

### النوع الثاني
يُعرَّف النوع الثاني للفشل التنفسي على أنه انخفاض في مستوى الأكسجين في الدم مع ارتفاع في مستوى ثاني أكسيد الكربون.
يحدث النوع الثاني للفشل التنفسي بسبب عدم كفاية التهوية الحويصلية؛ ولذا يتأثر كل من الأكسجين وثاني أكسيد الكربون، وتشمل الأسباب الكامنة ما يلي:
- زيادة مقاومة مجرى التنفس (مثل داء الانسداد الرئوي المزمن والربو)
- انخفاض جهد التنفس (آثار الأدوية، آفات جذع الدماغ ، السمنة المفرطة)
- انخفاض مساحات الرئة المتاحة لتبادل الغازات (مثل التهاب القصبات)
- المشاكل العصبية العضلية (متلازمة غيلان باريه،[3] ومرض العصبون الحركي )
- التشوهات (تقوس العمود الفقري) والتصلب (التهاب الفقار اللاصق) أو الصدر السائب.

## العلاج

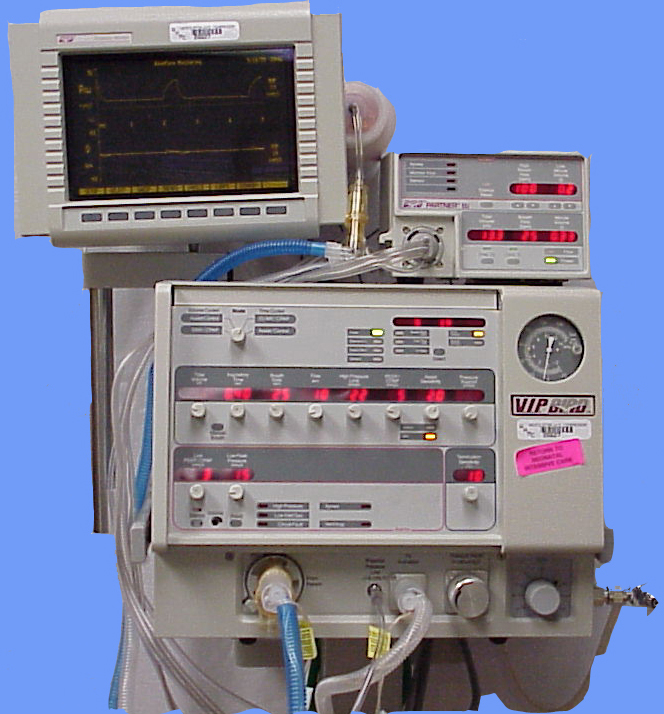
جهاز التنفس الصناعي

يسعى الأطباء لعلاج السبب الأساسي وراء الفشل التنفسي ما أمكن، ويشمل علاج الفشل التنفسي تناول موسعات الشعب الهوائية، والمضادات الحيوية (في حالات العدوى)، والهرمون القشري السكري، ومدرات البول (للوذمة الرئوية) وغيرها، كما يُعالج الفشل التنفسي الناتج عن الجرعة الزائدة لأشباه الأفيونات بترياق النالوكسون، كما قد يكون العلاج الطبيعي والعلاج التنفسي مفيدًا في بعض الحالات. 

قد يتطلب النوع الأول للفشل التنفسي علاجًا بالأكسجين لتحقيق التشبع الكافي.  قد يكون عدم الاستجابة للعلاج بالأكسجين مؤشرا على ضرورة استخدام طرائق أخرى مثل العلاج بالتدفق العالي المرطب الساخن أو ضغط مجرى الهواء الإيجابي المستمر أو التنبيب والتهوية الميكانيكية. 

غالبًا ما يتطلب النوع الثاني للفشل التنفسي تهوية غير باضعة، ما لم يكن العلاج الطبي قادرًا على تحسين الحالة، ويحتاج الأمر أحيانًا إلى التهوية الميكانيكية الفورية من البداية، أوفي حالة فشل التهوية غير الباضعة، ونادرا ما تستخدم المنشطات التنفسية مثل الدوكسابرام. 

## روابط خارجية
- MedlinePlus: فشل الجهاز التنفسي